# Академия (футбольный клуб, Кишинёв)
«Акаде́мия» (рум. Academia Chişinău) — молдавский футбольный клуб из Кишинёва, выступал в Национальном Дивизионе Молдовы. По окончании сезона-2016/17 вышел из состава лиги.

## История клуба
Клуб основан 2 июня 2006 года, официально зарегистрирован 14 июня этого же года. Главная цель клуба — воспитание молодых молдавских игроков. Главным идеологом создания клуба стал Игорь Добровольский, являющий в настоящий момент владельцем и почетным президентом клуба. «Академия УТМ» является одной из самых молодых команд в молдавском в футболе, средний возраст игроков 20-21 год, так же в команде практически нет легионеров. Начиная с сезона 2008/09 «Академия УТМ» выступает в Национальном Дивизионе, высшей футбольной лиге Молдовы. В 2008 году клуб подписал договор о сотрудничестве с Техническим Университетом Молдовы и стал называться «Академия УТМ», в том же году на базе команды «Политехника-УТМ» была основана вторая команда клуба «Академия УТМ-2», заявленная в «Дивизион А», второй по силе дивизион страны. В июле 2011 года главным тренером команды был назначен Вячеслав Руснак, в сентябре 2012 года команду возглавил украинский специалист Владимир Кныш. В феврале 2012 года состав клуба пополнили лучший бомбардир Чемпионата Молдовы 2008/09 Олег Андроник и защитник Штефан Караулан. В 2013 году команду покинул лучший бомбардир Раду Гынсарь, на счету которого 42 гола в 127 играх за «Академию». В июле 2014 года на пост главного тренера команды назначен молдавский наставник Владимир Вусатый, его помощником был назначен Валерий Катана, до этого исполняющий обязанности главного наставника команды, тренером вратарей был назначен Игорь Жосан. По итогам сезона 2014/15 «Академия» заняла 7 место. 26 октября 2015 года главным тренером стал Влад Гоян.

## Предыдущие названия
- 2006—2008 «Академия»
- 2008—2012 «Академия УТМ»
- с 2012 «Академия»

## История выступлений
| Год     | Лига         | Место | Кубок |
| ------- | ------------ | ----- | ----- |
| 2006/07 | Дивизион «А» | 10    | 1/16  |
| 2007/08 | Дивизион «А» | 3     | 1/8   |
| 2008/09 | Национальный | 11    | 1/16  |
| 2009/10 | Национальный | 7     | 1/4   |
| 2010/11 | Национальный | 9     | 1/4   |
| 2011/12 | Национальный | 9     | 1/8   |
| 2012/13 | Национальный | 8     | 1/16  |
| 2013/14 | Национальный | 10    | 1/4   |
| 2014/15 | Национальный | 7     | 1/8   |
| 2015/16 | Национальный | 9     | 1/4   |
| 2016/17 | Национальный | 8     | 1/8   |